# FJAAK
FJAAK és un duet de música techno de Berlín format per Felix Wagner i Aaron Röbig. FJAAK es va formar el 2009 al districte berlinès de Spandau inicialment per Felix Wagner, Johannes Wagner, Aaron Röbig i Kevin Kozicki. El nom FJAAK està format per les inicials dels quatre noms.

## Trajectòria
A l'edat de 16 anys, Kevin Kozicki va fer el seu debut al club berlinès Rekorder punxant pistes d'altres artistes. En rebre una resposta positiva per part del públic, la sala el va tornar a programar la setmana següent. Aquesta vegada, però, amb Felix Wagner i Aaron Röbig, per a qui també va ser la primera actuació en directe. Johannes Wagner va abandonar el grup durant l'Abitur.
De formació musical clàssica i aficionats als videojocs, quan van conèixer el programa musical Ableton Live van quedar fascinats per les possibilitats que oferia i van començar a experimentar amb la producció musical. De seguida es van adonar que els agradava la producció basada en el maquinari, per la qual cosa van començar a treballar amb samplers i caixes de ritmes i a actuar en festes privades i raves de Spandau i voltants.
El trio va començar a publicar música pròpia el 2012. Els seus primers treballs van ser publicats per Baalsaal Music, el segell discogràfic de Fritz Kalkbrenner en aquell moment. Es van mudar a un pis compartit a Prenzlauer Berg, on van instal·lar-hi un estudi de gravació. Kozicki va decidir estudiar enginyeria industrial, mentre que Röbig i Wagner van començar a estudiar enginyeria de so. El 2013 van actuar per primera vegada al club Berghain de Berlín, un dels clubs de techno més prestigiosos del món, fet que va marcar l'inici de la seva carrera. L'estiu següent van ser fitxats pel segell 50 Weapons del duo de techno berlinès Modeselektor. El gener de 2019 es va anunciar que Kevin Kozicki havia deixat FJAAK i que des de llavors aquest treballava com a duo.

## Discografia

### Àlbums
- 2017: FJAAK
- 2018: Havel
- 2024: FJAAK The System

### Senzills i EP
- 2012: Introduction EP
- 2013: Mind Games EP
- 2014: Don’t Leave Me / Plan A
- 2014: Attack / The Wind
- 2015: Oben / Unten
- 2015: Super Smash / Oblivion (amb Rødhåd)
- 2015: Gewerbe 15 / Rush
- 2016: Wolves
- 2018: Drugs EP
- 2018: FJAAK 002
- 2018: FJAAK 003
- 2019: Duz It
- 2019: Force of Pleasure / Turn it Up
- 2019: FJAAK 005
- 2020: VA - Rifts / Claus Schöning / FJAAK
- 2020: FJAAK 006
- 2020: Stay The F*** Home Inside
- 2020: SYS01
- 2020: FJAAK 007